# パッツイー・ミンク
パッツイー・マツ・タケモト・ミンク（英語: Patsy Matsu Takemoto Mink、日本名：竹本 マツ（たけもと まつ）、1927年12月6日 - 2002年9月28日）はアメリカ合衆国の政治家、民主党員。日系アメリカ人三世。

## 生涯
両親は日系二世である。父のスエマツ・タケモトは土木技術者であり、母のミタマ・タテヤマは主婦であった。スエマツは1922年にハワイ大学を卒業、同校日系人で初の土木工学士である。
パッツイーはマウイ高校に入学、1年後に真珠湾攻撃が行われるが、日系人への排斥感情が最悪の時期にかかわらず、初の女性生徒会長に選ばれた。ハワイ大学で医学を志し、その後ネブラスカ大学に転校するが、有色人種と白人は別寮に寄宿する規定に対して学生運動を起こし成功する。しかし病気でハワイに帰郷し、ハワイ大学で卒業した。医学部での研究ポストを志願するが、十数校に女性志願者を拒絶され、法律家への道を勧められシカゴ大学ロー・スクールに入学。在学中に、空軍退役後に地質学を学んでいたジョン・フランシス・ミンクと出会い結婚する。
ハワイ州初の日系アメリカ人の女性弁護士。海洋国再環境担当国務次官補 (1977年 - 1978年)、白人以外の女性では初のアメリカ合衆国下院議員。合計12期議員を務め、中間選挙のさなかに死去したが、その選挙においても当選した。教育改革法第九条項 (Title IX of the Education Amendments Act of 1972、連邦政府から援助金を受けている学校や大学に対し性別に基づいての差別を禁じる法) を草稿。ハワイ州から選出された初めての女性連邦議会議員でもある。また、反戦候補としてオレゴン州で行われた大会において1972年アメリカ合衆国大統領選挙の民主党予備選挙に出馬し、大統領選に出馬した初めてのアジア系アメリカ人ともなった。